# カオスが極まる
「カオスが極まる」（カオスがきわまる）は、UNISON SQUARE GARDENの18thシングル。2022年10月19日にトイズファクトリーより発売された。

## 概要
前作「kaleido proud fiesta」から約6ヶ月ぶりにリリースされるシングル。表題曲「カオスが極まる」は、テレビアニメ『ブルーロック』第1クールのオープニングテーマに起用されている。
タイアップ先のアニメがテレビ朝日系列のため、「カオスが極まる」はシングル発売前の2022年9月25日に行われた「テレビ朝日ドリームフェスティバル」にてライブ初披露された。
サブスクリプション・ストリーミング配信では、前作同様カップリング曲が配信されず、CDのみの収録となる。
「カオスが極まる」のMVは2種類あり、1つはバンドメンバーが出演するMVであり初回限定盤付属のBDに収録されている他、10月26日にはYouTubeでも公開された。もう1つは全編ブルーロックのアニメーションを使用したAnimation MVで、12月23日にYouTubeにて公開された。「放課後マリアージュ」のMVは初回限定盤付属のBDには収録されているが、YouTubeでの公開はされていない。

## 収録内容
| 全作詞・作曲: 田淵智也、全編曲: UNISON SQUARE GARDEN SEアレンジメント：eba（#1）。 |                                                                             |          |            |      |
| #                                                                                  | タイトル                                                                    | 作詞     | 作曲・編曲 | 時間 |
| 1.                                                                                 | 「カオスが極まる」(テレビアニメ『ブルーロック』第1クールオープニングテーマ) | 田淵智也 | 田淵智也   | 3:50 |
| 2.                                                                                 | 「放課後マリアージュ」                                                      | 田淵智也 | 田淵智也   | 3:31 |
| 合計時間:                                                                          | 合計時間:                                                                   | 7:22     |            |      |

| #  | タイトル                              | 作詞 | 作曲・編曲 |
| -- | ------------------------------------- | ---- | ---------- |
| 1. | 「「カオスが極まる」Music Video」     |      |            |
| 2. | 「「カオスが極まる」メイキング」      |      |            |
| 3. | 「「放課後マリアージュ」Music Video」 |      |            |

| #         | タイトル                                           | 作詞  | 作曲・編曲 |
| --------- | -------------------------------------------------- | ----- | ---------- |
| 1.        | 「23:25」                                          |       |            |
| 2.        | 「リニアブルーを聴きながら」                       |       |            |
| 3.        | 「何かが変わりそう」                               |       |            |
| 4.        | 「アトラクションがはじまる (they call it “NO.6”)」 |       |            |
| 5.        | 「メカトル時空探検隊」                             |       |            |
| 6.        | 「Catch up, latency」                              |       |            |
| 7.        | 「MR.アンディ」                                    |       |            |
| 8.        | 「夢が覚めたら (at that river)」                   |       |            |
| 9.        | 「Nihil Pip Viper」                                |       |            |
| 10.       | 「徹頭徹尾夜な夜なドライブ」                       |       |            |
| 11.       | 「kid, I like quartet」                            |       |            |
| 12.       | 「君の瞳に恋してない」                             |       |            |
| 13.       | 「kaleido proud fiesta」                           |       |            |
| 14.       | 「桜のあと (all quartets lead to the?)」           |       |            |
| 合計時間: | 合計時間:                                          | 63:31 |            |

## カバー
- Afterglow［美竹蘭（佐倉綾音）］ - 2023年12月30日にゲーム『バンドリ! ガールズバンドパーティ!』に追加収録[3]。